# Nicaragua a 2020. évi nyári olimpiai játékokon
Nicaragua a japán Tokióban megrendezett 2020. évi nyári olimpiai játékok egyik részt vevő nemzete volt. Az országot az olimpián 6 sportágban 8 sportoló képviselte, akik érmet nem szereztek.

## Atlétika
Férfi
| Versenyző      | Versenyszám | Selejtező | Selejtező | Selejtező | Előfutam | Előfutam | Előfutam | Elődöntő | Elődöntő | Elődöntő | Döntő   | Döntő    |
| Versenyző      | Versenyszám | Idő       | Hely.     | Össz.     | Idő      | Hely.    | Össz.    | Idő      | Hely.    | Össz.    | Idő     | Helyezés |
| -------------- | ----------- | --------- | --------- | --------- | -------- | -------- | -------- | -------- | -------- | -------- | ------- | -------- |
| Yeykell Romero | 100 m       | 10,62     | 3.        | 9.        | 10,70    | 8.       | 54.*     | kiesett  | kiesett  | kiesett  | kiesett | kiesett  |

* – egy másik versenyzővel azonos eredményt ért el

## Cselgáncs
Női
| Versenyző       | Versenyszám | 32-es főtábla                    | Nyolcaddöntő      | Negyeddöntő       | Elődöntő          | Vigaszág elődöntő | Bronz- mérkőzés   | Döntő             | Helyezés |
| Versenyző       | Versenyszám | Ellenfél Eredmény                | Ellenfél Eredmény | Ellenfél Eredmény | Ellenfél Eredmény | Ellenfél Eredmény | Ellenfél Eredmény | Ellenfél Eredmény | Helyezés |
| --------------- | ----------- | -------------------------------- | ----------------- | ----------------- | ----------------- | ----------------- | ----------------- | ----------------- | -------- |
| Izayana Marenco | Nehézsúly   | Larisa Cerić (BIH) · 00(0)–10(0) | kiesett           | kiesett           | kiesett           | kiesett           | kiesett           | kiesett           | 17.      |

## Evezés
Férfi
| Versenyző   | Versenyszám  | Előfutam | Előfutam | Vigaszág | Vigaszág | Negyeddöntő   | Negyeddöntő   | Elődöntő | Elődöntő | Elődöntő | Döntő | Döntő   | Döntő | Helyezés |
| Versenyző   | Versenyszám  | Idő      | Hely.    | Idő      | Hely.    | Idő           | Hely.         | Típus    | Idő      | Hely.    | Típus | Idő     | Hely. | Helyezés |
| ----------- | ------------ | -------- | -------- | -------- | -------- | ------------- | ------------- | -------- | -------- | -------- | ----- | ------- | ----- | -------- |
| Félix Potoy | Egypárevezős | 7:32,54  | 4.       | 7:44,52  | 3.       | nem jutott be | nem jutott be | E/F      | 7:45,02  | 1.       | E     | 7:28,00 | 2.    | 26.      |

Női
| Versenyző         | Versenyszám  | Előfutam | Előfutam | Vigaszág | Vigaszág | Negyeddöntő   | Negyeddöntő   | Elődöntő | Elődöntő | Elődöntő | Döntő | Döntő   | Döntő | Helyezés |
| Versenyző         | Versenyszám  | Idő      | Hely.    | Idő      | Hely.    | Idő           | Hely.         | Típus    | Idő      | Hely.    | Típus | Idő     | Hely. | Helyezés |
| ----------------- | ------------ | -------- | -------- | -------- | -------- | ------------- | ------------- | -------- | -------- | -------- | ----- | ------- | ----- | -------- |
| Evidelia González | Egypárevezős | 8:25,18  | 4.       | 8:37,55  | 3.       | nem jutott be | nem jutott be | E/F      | 8:36,99  | 1.       | E     | 8:10,87 | 3.    | 27.      |

## Sportlövészet
Férfi
| Versenyző       | Versenyszám | Selejtező | Selejtező | Döntő   | Döntő    |
| Versenyző       | Versenyszám | Pont      | Helyezés  | Pont    | Helyezés |
| --------------- | ----------- | --------- | --------- | ------- | -------- |
| Edwin Barberena | Légpisztoly | 554       | 36.       | kiesett | kiesett  |

## Súlyemelés
Női
| Versenyző    | Versenyszám | Szakítás | Szakítás | Lökés    | Lökés    | Összesen | Helyezés |
| Versenyző    | Versenyszám | Eredmény | Helyezés | Eredmény | Helyezés | Összesen | Helyezés |
| ------------ | ----------- | -------- | -------- | -------- | -------- | -------- | -------- |
| Sema Ludrick | 64 kg       | 87       | 13.      | 115      | 11.      | 202      | 12.      |

## Úszás
Férfi
| Versenyző   | Versenyszám | Előfutam | Előfutam | Előfutam | Elődöntő | Elődöntő | Elődöntő | Döntő   | Döntő    |
| Versenyző   | Versenyszám | Idő      | Hely.    | Össz.    | Idő      | Hely.    | Össz.    | Idő     | Helyezés |
| ----------- | ----------- | -------- | -------- | -------- | -------- | -------- | -------- | ------- | -------- |
| Miguel Mena | 100 m gyors | 51,99    | 8.       | 55.      | kiesett  | kiesett  | kiesett  | kiesett | kiesett  |

Női
| Versenyző         | Versenyszám | Előfutam | Előfutam | Előfutam | Elődöntő | Elődöntő | Elődöntő | Döntő   | Döntő    |
| Versenyző         | Versenyszám | Idő      | Hely.    | Össz.    | Idő      | Hely.    | Össz.    | Idő     | Helyezés |
| ----------------- | ----------- | -------- | -------- | -------- | -------- | -------- | -------- | ------- | -------- |
| María Schutzmeier | 100 m gyors | 57,94    | 4.       | 43.      | kiesett  | kiesett  | kiesett  | kiesett | kiesett  |